# 4950
4950（四千九百五十、よんせんきゅうひゃくごじゅう）は、自然数また整数において、4949の次で4951の前の数である。

## 性質
- 4950は合成数であり、約数は1, 2, 3, 5, 6, 9, 10, 11, 15, 18, 22, 25, 30, 33, 45, 50, 55, 66, 75, 90, 99, 110, 150, 165, 198, 225, 275, 330, 450, 495, 550, 825, 990, 1650, 2475, 4950である。
  - 約数の和は14508。
- 12番目の第1定義のカプレカ数であり、49502 = 24502500 、2450 + 2500 = 4950 となる。1つ前は4879、次は5050。
- 99番目の三角数である。1つ前は4851、次は5050。
- 49番目の六角数である。1つ前は4753、次は5151。
- 891番目のハーシャッド数である。1つ前は4935、次は4968。
  - 三角数がハーシャッド数になる43番目の数である。1つ前は4560、次は5050。
- 各位の和が18になる335番目の数である。1つ前は4941、次は5049。